# Thị trưởng Chính phủ Nhân dân thành phố Thiên Tân
Thị trưởng Chính phủ Nhân dân thành phố Thiên Tân (Tiếng Trung Quốc: 天津市人民政府市长, Bính âm Hán ngữ: Tiān Jīn shì Rénmín Zhèngfǔ Shì zhǎng, Từ Hán – Việt: Thiên Tân thị Nhân dân Chính phủ Thị trưởng) được bầu cử bởi Đại hội Đại biểu Nhân dân thành phố Thiên Tân, lãnh đạo bởi thành viên của Đảng Cộng sản Trung Quốc. Cán bộ, công chức lãnh đạo, là Thị trưởng Chính phủ Nhân dân thành phố Thiên Tân có cấp bậc Chính Tỉnh – Bộ, hàm Bộ trưởng, thường là Ủy viên Ủy ban Trung ương Đảng Cộng sản Trung Quốc các khóa, chức vụ tên gọi khác của Tỉnh trưởng Chính phủ Nhân dân. Thị trưởng Chính phủ Nhân dân thành phố là lãnh đạo thứ hai của thành phố, đứng sau Bí thư Thành ủy. Thị trưởng Chính phủ Nhân dân thành phố Thiên Tân đồng thời là Phó Bí thư Thành ủy thành phố Thiên Tân.
Trong lịch sử Cộng hòa Nhân dân Trung Hoa, chức vụ Thị trưởng Chính phủ Nhân dân thành phố Thiên Tân có các tên gọi là Thị trưởng Chính phủ Nhân dân thành phố Thiên Tân (1949 – 1955), Thị trưởng Ủy ban Nhân dân thành phố Thiên Tân (1955 – 1967), Chủ nhiệm Ủy ban Cách mạng thành phố Thiên Tân (1968 – 1979), và Thị trưởng Chính phủ Nhân dân thành phố Thiên Tân (1979 đến nay). Tất cả các tên gọi này dù khác nhau nhưng cùng có ý nghĩa là Thủ trưởng Hành chính Thiên Tân, tương ứng với Tỉnh trưởng Chính phủ Nhân dân.
Thị trưởng Chính phủ Nhân dân thành phố Thiên Tân hiện tại là Trương Công.

## Lịch sử

### Phân tách vị trí ban đầu

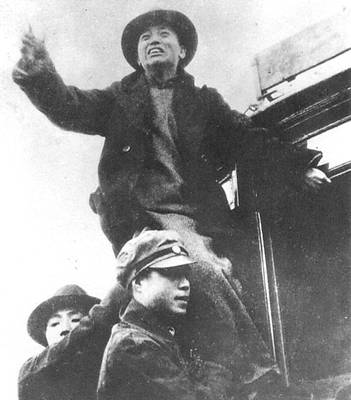
Hoàng Kính cùng Hoàng Hoa lãnh đạo Cuộc vận động ngày 9 tháng 12 năm 1935 ở Bắc Kinh.

Tháng 11 năm 1948, Tư lệnh Quân dã chiến Đông Bắc Lâm Bưu, Chính ủy Quân dã chiến Đông Bắc La Vinh Hoàn, Tư lệnh Quân dã chiến Hoa Bắc Nhiếp Vinh Trăn đã chỉ huy Chiến dịch Bình Tân trong Nội chiến Trung Quốc nhằm giải phóng Bắc Kinh và Thiên Tân. Trận đánh diễn ra 29 giờ tại Thiên Tân, và Giải phóng quân giải phóng thành phố vào ngày 15 tháng 1 năm 1949. Năm 1952, Cảng Thiên Tân được thành lập và trở thành một cảng quan trọng ngày nay. Từ năm 1949 đến tháng 2 năm 1958, Thiên Tân là một thành phố trực thuộc Trung ương. Chính quyền thành phố đổi tên từ Chính phủ Nhân dân thành phố Thiên Tân (1949 – 1955) thành Ủy ban Nhân dân thành phố Thiên Tân năm 1955. Các Thị trưởng là Hoàng Kính (1949 – 1952), Ngô Đức (1952 – 1955), Hoàng Hỏa Thanh (1955 – 1958). Trong đó có Ngô Đức (1913 – 1995) là Lãnh đạo cấp Phó Quốc gia, Ủy viên Bộ Chính trị, Bí thư Bắc Kinh giai đoạn 1973 – 1980, phải từ chức sau khi bị hạ bậc. Hoàng Hỏa Thanh (1901 – 1999) từng giữ chức Viện trưởng Viện Kiểm sát Nhân dân Tối cao, chức vụ cấp Phó Quốc gia. Còn Thị trưởng đầu tiên, Hoàng Kính (1912 – 1958) là một nhà cách mạng lãnh đạo thế hệ thứ nhất, từng kết hôn với Giang Thanh. Con trai ông, Du Chính Thanh, Lãnh đạo Quốc gia vị trí thứ tư, Chủ tịch Chính Hiệp  (2013 – 2018).
Ngày 11 tháng 2 năm 1958, Đại nhảy vọt bắt đầu, với hệ thống cơ sở công nghiệp nặng, công nghiệp nhẹ tại Thiên Tân, thành phố được sáp nhập vào tỉnh Hà Bắc, Tỉnh lị Hà Bắc được đặt tại Thiên Tân. Trong những năm này, kinh tế Thiên Tân được tách lẻ ra chuyển tới các đơn vị hành chính khác, giảm mạnh. Thị trưởng Ủy ban Nhân dân thành phố Thiên Tân những năm này là Lý Canh Đào (1958 – 1963), Hồ Chiêu Hoành (1963 – 1967), chữ cấp Phó Tỉnh, Phó Bộ.
Ngày 02 tháng 1 năm 1967, tỉnh Hà Bắc đã dời tỉnh lị về Bảo Định, Thiên Tân khôi phục vị thế là một thành phố trực thuộc Trung ương, duy trì cho đến nay. Vào tháng 4 năm 1970, Quốc vụ viện mở đợt tài trợ cho việc xây dựng tàu điện ngầm ở Thiên Tân. Các Chủ nhiệm Ủy ban Cách mạng thành phố Thiên Tân đã quyết định tự mình gây quỹ để thành lập dự án, xây dựng hệ thống tàu điện ngầm dựa trên kiến trúc cũ. Vào tháng 7 năm 1973, năm quận bao gồm Kế Châu, Vũ Thanh, Ninh Hà, Bảo Trì, Tĩnh Hải chính thức sáp nhập vào Thiên Tân. Ngày 28 tháng 7 năm 1976, đã xảy ra trận động đất Đường Sơn có cường độ 7,8 độ richter, Thiên Tân phải hứng chịu các sóng địa chấn gây ra thiệt hại. Trận động đất đã khiến 24.345 cư dân thành phố tử vong, 21.497 người trọng thương. Trên 60% công trình kiến trúc toàn thành phố chịu sự phá hoại của động đất, gần 700.000 người mất nhà cửa. Trận động đất khiến nền công nghiệp Thiên Tân chịu tổn thất nghiêm trọng, trên 30% xí nghiệp bị phá hoại ở mức độ nghiêm trọng. Trong những năm này, các Chủ nhiệm Ủy ban Cách mạng thành phố Thiên Tân đóng vai trò tham gia chỉ đạo giải quyết khó khăn. Ba Chủ nhiệm là Giải Học Cung (1967 – 1978), Lâm Hồ Gia (1978), Trần Vĩ Đạt (1978 – 1980) đều kiêm nhiệm vị trí Bí thư thứ nhất Thành ủy thành phố Thiên Tân, lãnh đạo Thiên Tân tối cao.

### Sau 1980

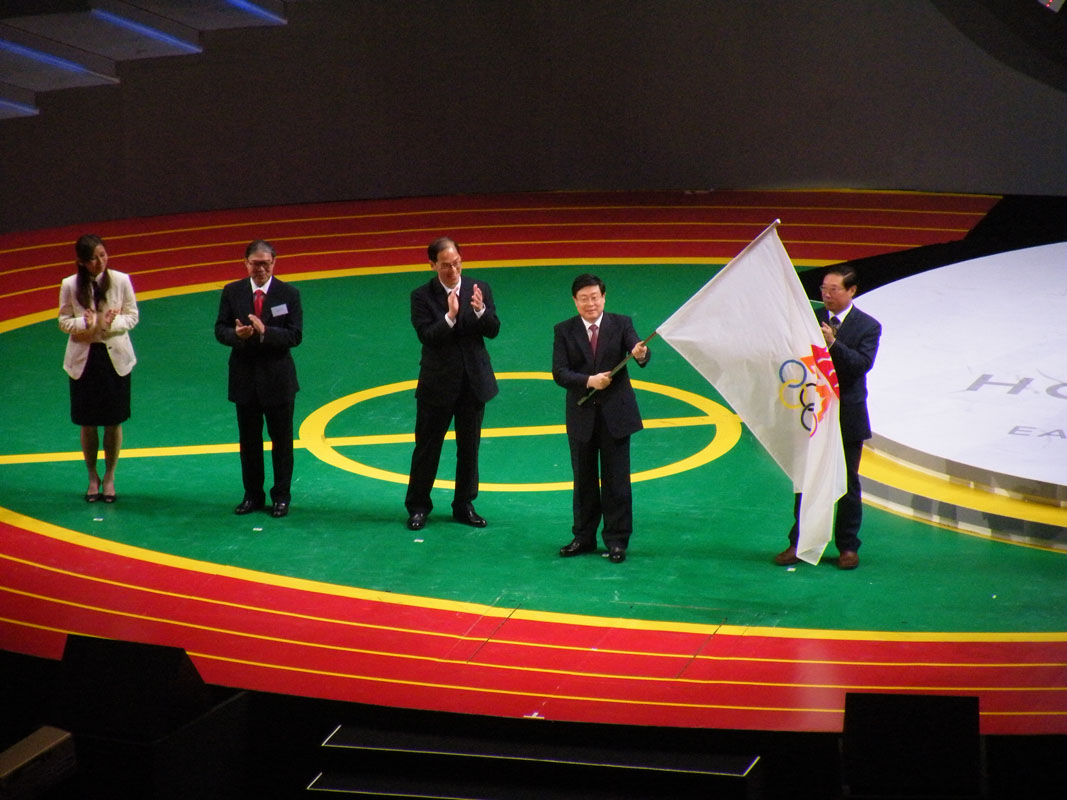
Hoàng Hưng Quốc tại Đại hội Thể thao Đông Á 2009.

Vào ngày 30 tháng 6 năm 1980, Ủy ban Cách mạng thành phố Thiên Tân được giải thể, Chính phủ Nhân dân thành phố Thiên Tân tái lập cho đến ngày nay. Nhiệm vụ các các Thị trưởng tập trung vào phát triển kinh tế thành phố. Năm 1984, sau vài năm kể từ Trung Quốc mở cửa, Thiên Tân vượt qua thiên tai 1976, quay lại tốc độ phát triển, là một trong 14 thành phố duyên hải, tuy nhiên tốc độ thấp hơn 13 thành phố còn lại. Cùng năm, Khu khai phát kỹ thuật Kinh tế Thiên Tân được thành lập. Năm 1994, Thiên Tân khai mở chiến lược công nghiệp ven biển ở Cảng Thiên Tân và quận Tân Hải. Ngày 22 tháng 3 năm 2006, Quốc vụ viện đã xác định vị thế của Thiên Tân là thành phố cảng quốc tế, trung tâm kinh tế phương Bắc, thành phố sinh thái. Năm 2008, Đường sắt liên thành phố Bắc Kinh – Thiên Tân, cao tốc tốc độ 350 km/h được xây dựng đi vào hoạt động. Cùng năm, Thiên Tân là một phần tổ chức Thế vận hội Mùa hè 2008. Năm 2014, Thiên Tân cùng Bắc Kinh và Hà Bắc liên kết chính sách khoa học quốc gia, thành phố tập trung nghiên cứu Sản xuất cơ sở, Trung tâm vận chuyển quốc tế phương Bắc, Sáng tạo đổi mới tài chính và Cải cách mở cửa. Cùng năm, Dự án chuyển nước Nam – Bắc hoàn thành, chuyển nước qua Thiên Tân. Năm 2015, Vụ nổ tại Thiên Tân 2015 diễn ra, khiến 173 người chết. Các Thị trưởng Chính phủ Nhân dân thành phố Thiên Tân từ 1979 đến 2020 là Hồ Khải Lập (1980 – 1982), Lý Thụy Hoàn (1982 – 1989), Nhiếp Bích Sơ (1989 – 1993), Trương Lập Xương (1993 – 1998), Lý Thịnh Lâm (1998 – 2002), Đới Tương Long (2002 – 2007), Hoàng Hưng Quốc (2007 – 2016), Vương Đông Phong (2016 – 2017) và Trương Quốc Thanh (2018 – nay).

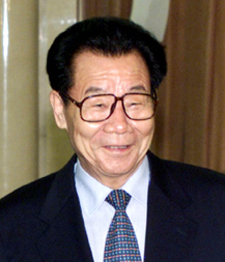
Lý Thụy Hoàn (1934), Lãnh đạo Quốc gia Chủ tịch Chính Hiệp (1993 – 2003).

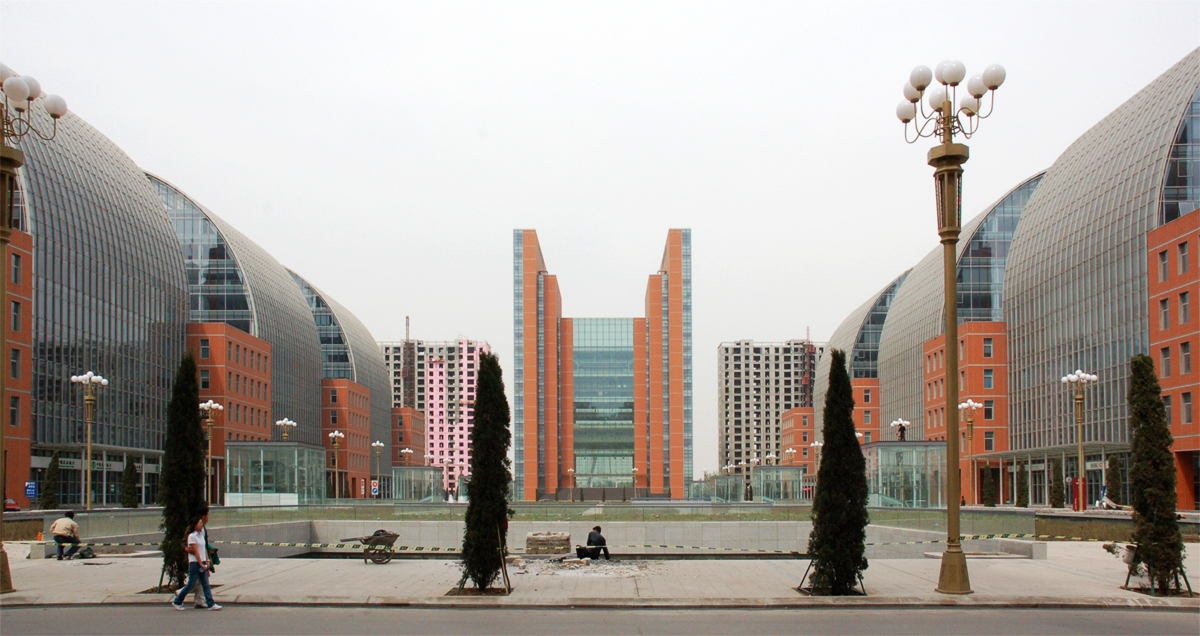
Khu Khai phát kỹ thuật Kinh tế Thiên Tân

Trong giai đoạn này, Bí thư Thiên Tân thường là Ủy viên Bộ Chính trị, Lãnh đạo cấp Phó Quốc gia. Trong chín vị Thị trưởng, có ba vị thăng chức thành Bí thư. Có Trương Lập Xương (1939), Ủy viên Bộ Chính trị Đảng Cộng sản Trung Quốc khóa XVI, Bí thư Thành ủy thành phố Thiên Tân, Lãnh đạo cấp Phó Quốc gia. Thiên Tân có tới hai Lãnh đạo Quốc gia từng công tác ở đây, đó là Hồ Khải Lập và Lý Thụy Hoàn. Hồ Khải Lập sau Sự kiện Thiên An Môn năm 1989, phải rời khỏi vị trí lãnh đạo, cùng thời điểm đó, Lý Thụy Hoàn trở thành lãnh đạo.Trong đó Hồ Khải Lập (1929), Ủy viên Ban Thường vụ Bộ Chính trị Đảng Cộng sản Trung Quốc khóa XIII, vị trí thứ tư, Bí thư Ban Bí thư Ủy ban Trung ương Đảng Cộng sản Trung Quốc, Chủ nhiệm Văn phòng Trung ương Đảng Cộng sản Trung Quốc, Phó Chủ tịch Ủy ban Toàn quốc Hội nghị Hiệp thương Chính trị Nhân dân Trung Quốc. Vị trí Lãnh đạo Quốc gia (1987 – 1989). Lý Thụy Hoàn (1934), Ủy viên Ban Thường vụ Bộ Chính trị Đảng Cộng sản Trung Quốc khóa XIII, XIV, XV, (vị trí thứ sáu, bốn), Chủ tịch Ủy ban Toàn quốc Hội nghị Hiệp thương Chính trị Nhân dân Trung Quốc, Bí thư Ban Bí thư Ủy ban Trung ương Đảng Cộng sản Trung Quốc, Bí thư Thành ủy thành phố Thiên Tân. Lãnh đạo Quốc gia vị trí thứ sáu.

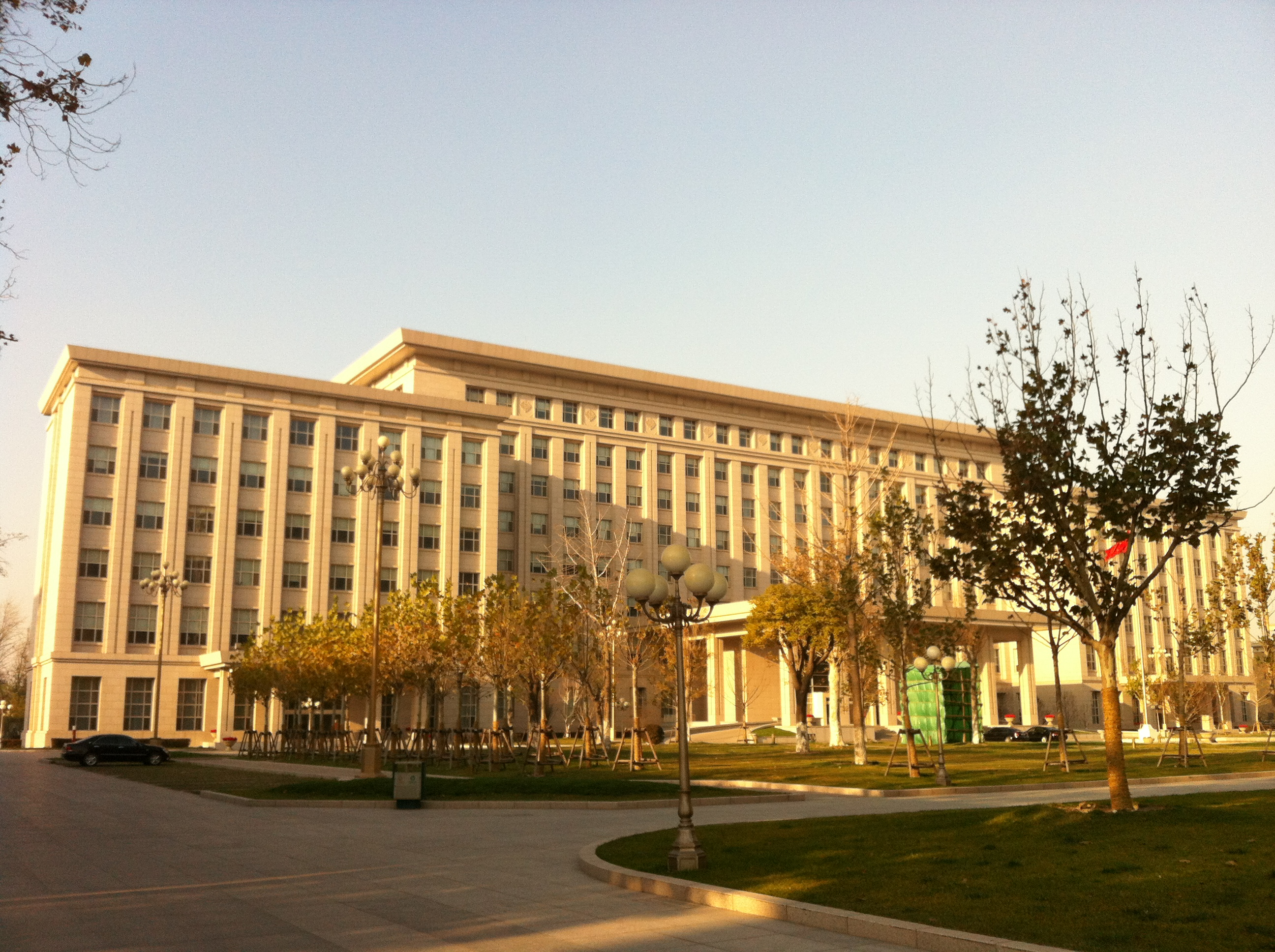
Trụ sở Chính phủ Nhân dân thành phố Thiên Tân tại Quận Hà Tây.

Từ năm 1979 đến nay, Hoàng Hưng Quốc (1954) từng là Thị trưởng Thiên Tân lâu nhất, tới hơn chín năm, đồng thời tạm giữ Quyền Bí thư Thiên Tân giai đoạn 2014 – 2016. Bí thư Thiên Tân là lãnh đạo cấp Phó Quốc gia nhưng ông không đạt được vị trí này, và việc giữ Quyền tạm thời gần hai năm là chưa từng có ở Trung Quốc. Trong những năm là Thị trưởng, ông được công chúng đề cao, nhưng vào năm 2016, Ủy ban Kiểm tra Kỷ luật Trung ương Đảng Cộng sản Trung Quốc tiến hành điều tra và ông bị bắt. Ông đã vi phạm nghiêm trọng quy tắc, điều luật Đảng, thống nhất Đảng và đây cũng là một phần lý do khiến ông không thể trở thành lãnh đạo chính thức, bị bắt giữ. Năm 2017, ông bị phán quyết 12 năm tù trong Chiến dịch đả hổ diệt ruồi với tội danh nhận hối lộ 40,03 triệu nhân dân tệ (khoảng sáu triệu đô la) hơn 20 năm trước, khi là Bí thư Thị ủy Thai Châu, những năm công tác ở Đồng bằng Trường Giang. Dù là tài năng kinh tế, từng là nhân sự của Tập Cận Bình, giúp nhiều khu vực như Thai Châu, Ninh Ba, Thiên Tân phát triển nhanh, nhưng ông đã vi phạm nguyên tắc Đảng và phải chịu thanh trừng.

## Danh sách Thị trưởng Chính phủ Nhân dân thành phố Thiên Tân
Từ năm 1949 đến nay, Chính phủ Nhân dân thành phố Thiên Tân có 17 Thị trưởng Chính phủ Nhân dân.
| STT                                                              | Họ tên                                                        | Quê quán                                                      | Sinh năm                                                      | Nhiệm kỳ                                                      | Chức vụ về sau (gồm hiện) quan trọng | Chức vụ trước, tình trạng                                                                           |
| Thị trưởng Chính phủ Nhân dân thành phố Thiên Tân (1949 – 55)    | Thị trưởng Chính phủ Nhân dân thành phố Thiên Tân (1949 – 55) | Thị trưởng Chính phủ Nhân dân thành phố Thiên Tân (1949 – 55) | Thị trưởng Chính phủ Nhân dân thành phố Thiên Tân (1949 – 55) | Thị trưởng Chính phủ Nhân dân thành phố Thiên Tân (1949 – 55) | Thị trưởng Chính phủ Nhân dân thành phố Thiên Tân (1949 – 55) | Thị trưởng Chính phủ Nhân dân thành phố Thiên Tân (1949 – 55)                                       |
| ---------------------------------------------------------------- | ------------------------------------------------------------- | ------------------------------------------------------------- | ------------------------------------------------------------- | ------------------------------------------------------------- | --- | --------------------------------------------------------------------------------------------------- |
| 1                                                                | Hoàng Kính                                                    | Thiệu Hưng Chiết Giang                                        | 1912 – 1958                                                   | 01/1949 – 08/1952                                             | Nguyên Bí thư thứ nhất Thành ủy thành phố Thiên Tân, Nguyên Bộ trưởng Bộ trưởng Bộ Công nghiệp Cơ giới Trung Quốc (đã giải thể). | Lãnh đạo Thiên Tân đầu tiên. Qua đời năm 1958                                                       |
| 2                                                                | Ngô Đức                                                       | Phong Nhuận Hà Bắc                                            | 1913 – 1995                                                   | 08/1952 – 01/1955                                             | Nguyên Ủy viên Bộ Chính trị Đảng Cộng sản Trung Quốc khóa XI, Nguyên Bí thư thứ nhất Thành ủy thành phố Bắc Kinh, Nguyên Phó Ủy viên trưởng Ủy ban Thường vụ Đại hội Đại biểu Nhân dân Toàn quốc, Nguyên Bí thư Tỉnh ủy tỉnh Cát Lâm, Nguyên Thị trưởng Chính phủ Nhân dân thành phố Bắc Kinh. | Lãnh đạo cấp Phó Quốc gia. Phải rút khỏi Bộ Chính trị năm 1980. Qua đời năm 1995 tại Bắc Kinh.      |
| Thị trưởng Ủy ban Nhân dân thành phố Thiên Tân (1955 – 1968)     |                                                               |                                                               |                                                               |                                                               | | |
| Trực hạt thị, cấp tỉnh                                           |                                                               |                                                               |                                                               |                                                               | | |
| 3                                                                | Hoàng Hỏa Thanh                                               | Tảo Dương Hồ Bắc                                              | 1901 – 1999                                                   | 01/1955 – 07/1958                                             | Nguyên Viện trưởng Viện Kiểm sát Nhân dân Tối cao (Trung Quốc), Nguyên Bí thư thứ nhất Tỉnh ủy tỉnh Liêu Ninh, Nguyên Bí thư thứ nhất Thành ủy thành phố Thiên Tân, Nguyên Ủy viên Thường vụ Ủy ban Cố vấn Trung ương Đảng Cộng sản Trung Quốc. | Chức vụ cấp Phó Quốc gia. Qua đời năm 1999.                                                         |
| Hạ cấp thành Thành phố thuộc tỉnh Hà Bắc, cấp địa cấp thị        |                                                               |                                                               |                                                               |                                                               | | |
| 4                                                                | Lý Canh Đào                                                   | Phụ Bình Hà Bắc                                               | 1912 – 1974                                                   | 07/1958 – 12/1963                                             | Nguyên Phó Tỉnh trưởng Chính phủ Nhân dân tỉnh Hà Bắc. | Qua đời năm 1974.                                                                                   |
| 5                                                                | Hồ Chiêu Hoành                                                | Huỳnh Dương Hà Nam                                            | 1915 – 1999                                                   | 12/1963 – 12/1967                                             | Nguyên Thứ trưởng Bộ Y tế Cộng hòa Nhân dân Trung Hoa. | Qua đời năm 1999.                                                                                   |
| Chủ nhiệm Ủy ban Cách mạng thành phố Thiên Tân (1968 – 1980)     |                                                               |                                                               |                                                               |                                                               | | |
| 6                                                                | Giải Học Cung                                                 | Lâm Phần Sơn Tây                                              | 1916 – 1993                                                   | 12/1967 – 06/1978                                             | Nguyên Bí thư Khu ủy Khu tự trị Nội Mông Cổ, Nguyên Bí thư thứ nhất Thành ủy thành phố Thiên Tân. Nguyên Quyền Bí thư Tỉnh ủy tỉnh Sơn Tây. | Qua đời năm 1993.                                                                                   |
| 7                                                                | Lâm Hồ Gia                                                    | Trường Đảo Sơn Đông                                           | 1916 – 2018                                                   | 06/1978 – 10/1978                                             | Nguyên Bí thư thứ nhất Thành ủy thành phố Bắc Kinh, Nguyên Bí thư thứ nhất Thành ủy thành phố Thiên Tân, Nguyên Bộ trưởng Bộ Nông nghiệp Trung Quốc (năm 2018 đổi tên thành Bộ Nông nghiệp Nông thông Trung Quốc) Nguyên Chủ nhiệm Ủy ban Cách mạng thành phố Bắc Kinh. | Qua đời năm 2018.                                                                                   |
| 8                                                                | Trần Vĩ Đạt                                                   | Hưởng Thủy Giang Tô                                           | 1916 – 1990                                                   | 10/1978 – 06/1980                                             | Nguyên Bí thư thứ nhất Thành ủy thành phố Thiên Tân, Nguyên Ủy viên Ủy ban Cố vấn Trung ương Đảng Cộng sản Trung Quốc, Nguyên Phó Bí thư Ủy ban Chính trị Pháp luật Trung ương Đảng Cộng sản Trung Quốc, Nguyên Bí thư, Hiệu trưởng Đại học Chiết Giang. | Qua đời năm 1990.                                                                                   |
| Thị trưởng Chính phủ Nhân dân thành phố Thiên Tân (1980 đến nay) |                                                               |                                                               |                                                               |                                                               | | |
| 9                                                                | Hồ Khải Lập                                                   | Du Lâm Thiểm Tây                                              | 1929                                                          | 06/1980 – 05/1982                                             | Nguyên Ủy viên Ban Thường vụ Bộ Chính trị Đảng Cộng sản Trung Quốc khóa XIII, vị trí thứ tư, Nguyên Bí thư Ban Bí thư Ủy ban Trung ương Đảng Cộng sản Trung Quốc, Nguyên Chủ nhiệm Văn phòng Trung ương Đảng Cộng sản Trung Quốc, Nguyên Phó Chủ tịch Ủy ban Toàn quốc Hội nghị Hiệp thương Chính trị Nhân dân Trung Quốc, Nguyên Bộ trưởng Bộ Công nghiệp Điện tử Trung Quốc (đã giải thể), Nguyên Chủ tịch Hội Liên hiệp Thanh niên Trung Quốc. | Lãnh đạo Quốc gia 1987 – 1989, Năm 1989, ông phải rời khỏi vị trí lãnh đạo, thay thể bởi Tống Bình. |
| 10                                                               | Lý Thụy Hoàn                                                  | Thiên Tân                                                     | 1934                                                          | 05/1982 – 10/1989                                             | Nguyên Ủy viên Ban Thường vụ Bộ Chính trị Đảng Cộng sản Trung Quốc khóa XIII, XIV, XV, (vị trí thứ sáu, bốn), Nguyên Chủ tịch Ủy ban Toàn quốc Hội nghị Hiệp thương Chính trị Nhân dân Trung Quốc, Nguyên Bí thư Ban Bí thư Ủy ban Trung ương Đảng Cộng sản Trung Quốc, Nguyên Bí thư Thành ủy thành phố Thiên Tân. | Lãnh đạo Quốc gia.                                                                                  |
| 11                                                               | Nhiếp Bích Sơ                                                 | Thiên Tân                                                     | 1928 - 2018                                                   | 10/1989 – 06/1993                                             | Nguyên Bí thư Thành ủy thành phố Thiên Tân. | Qua đời năm 2018.                                                                                   |
| 12                                                               | Trương Lập Xương                                              | Nam Bì Hà Bắc                                                 | 1939                                                          | 06/1993 – 05/1998                                             | Nguyên Ủy viên Bộ Chính trị Đảng Cộng sản Trung Quốc khóa XVI, Nguyên Bí thư Thành ủy thành phố Thiên Tân. | Lãnh đạo cấp Phó Quốc gia. Trước đó là Phó Bí thư Thành ủy thành phố Thiên Tân.                     |
| 13                                                               | Lý Thịnh Lâm                                                  | Nam Thông Giang Tô                                            | 1946                                                          | 05/1998 – 12/2002                                             | Nguyên Chủ nhiệm Ủy ban Tài chính Kinh tế Nhân Đại. Nguyên Bộ trưởng Bộ Giao thông Vận tải Trung Quốc. | Trước đó là Phó Bí thư Thành ủy thành phố Thiên Tân.                                                |
| 14                                                               | Đới Tương Long                                                | Nghi ChinhGiang Tô                                            | 1944                                                          | 12/2002 – 12/2007                                             | Nguyên Thống đốc Ngân hàng Nhân dân Trung Quốc. Nguyên Chủ tịch Hội đồng Quốc gia về Quỹ An sinh xã hội Trung Quốc. | Trước đó là Phó Bí thư Thành ủy thành phố Thiên Tân.                                                |
| 15                                                               | Hoàng Hưng Quốc                                               | Tượng Sơn Chiết Giang                                         | 1954                                                          | 12/2007 – 09/2016                                             | Nguyên Quyền Bí thư Thành ủy thành phố Thiên Tân. | Trước đó là Phó Thị trưởng Chính phủ Nhân dân thành phố Thiên Tân.                                  |
| 16                                                               | Vương Đông Phong                                              | Tây An Thiểm Tây.                                             | 1958                                                          | 12/2016 – 12/2017                                             | Ủy viên Ủy ban Trung ương Đảng Cộng sản Trung Quốc khóa XIX, Bí thư Tỉnh ủy tỉnh Hà Bắc. | Trước đó là Chủ tịch Tập đoàn Công nghiệp Quốc phòng Trung Quốc.                                    |
| 17                                                               | Trương Quốc Thanh                                             | Tín Dương Hà Nam                                              | 1964                                                          | 01/2018 –8/2020                                               | Ủy viên Ủy ban Trung ương Đảng Cộng sản Trung Quốc khóa XIX, Phó Bí thư Thành ủy thành phố Thiên Tân, Thị trưởng Chính phủ Nhân dân thành phố Thiên Tân | Trước đó là Thị trưởng Chính phủ Nhân dân thành phố Trùng Khánh.                                    |
| 17                                                               | Liêu Quốc Huân                                                | Trùng Khánh                                                   | 1963 - 2022                                                   | 9/2020 – 4/2022                                               | Thị trưởng Chính phủ Nhân dân thành phố Thiên Tân | Phó Bí thư Thành ủy Thượng Hải                                                                      |

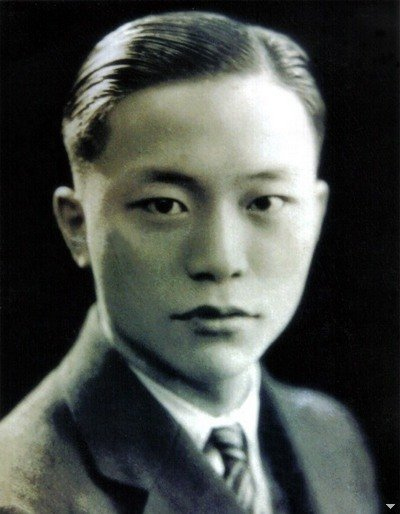
Hoàng Kính (1912 – 1958), Thị trưởng Chính phủ Nhân dân thành phố Thiên Tân đầu tiên (1949 – 1952).
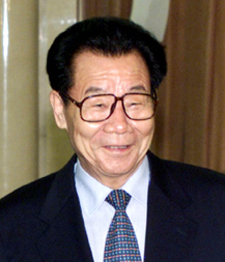
Lý Thụy Hoàn (1934), Ủy viên Ban Thường vụ Bộ Chính trị Đảng Cộng sản Trung Quốc khóa XIII, XIV, XV, Chủ tịch Ủy ban Toàn quốc Hội nghị Hiệp thương Chính trị Nhân dân Trung Quốc, Thị trưởng Chính phủ Nhân dân thành phố Thiên Tân (1982 – 1989).
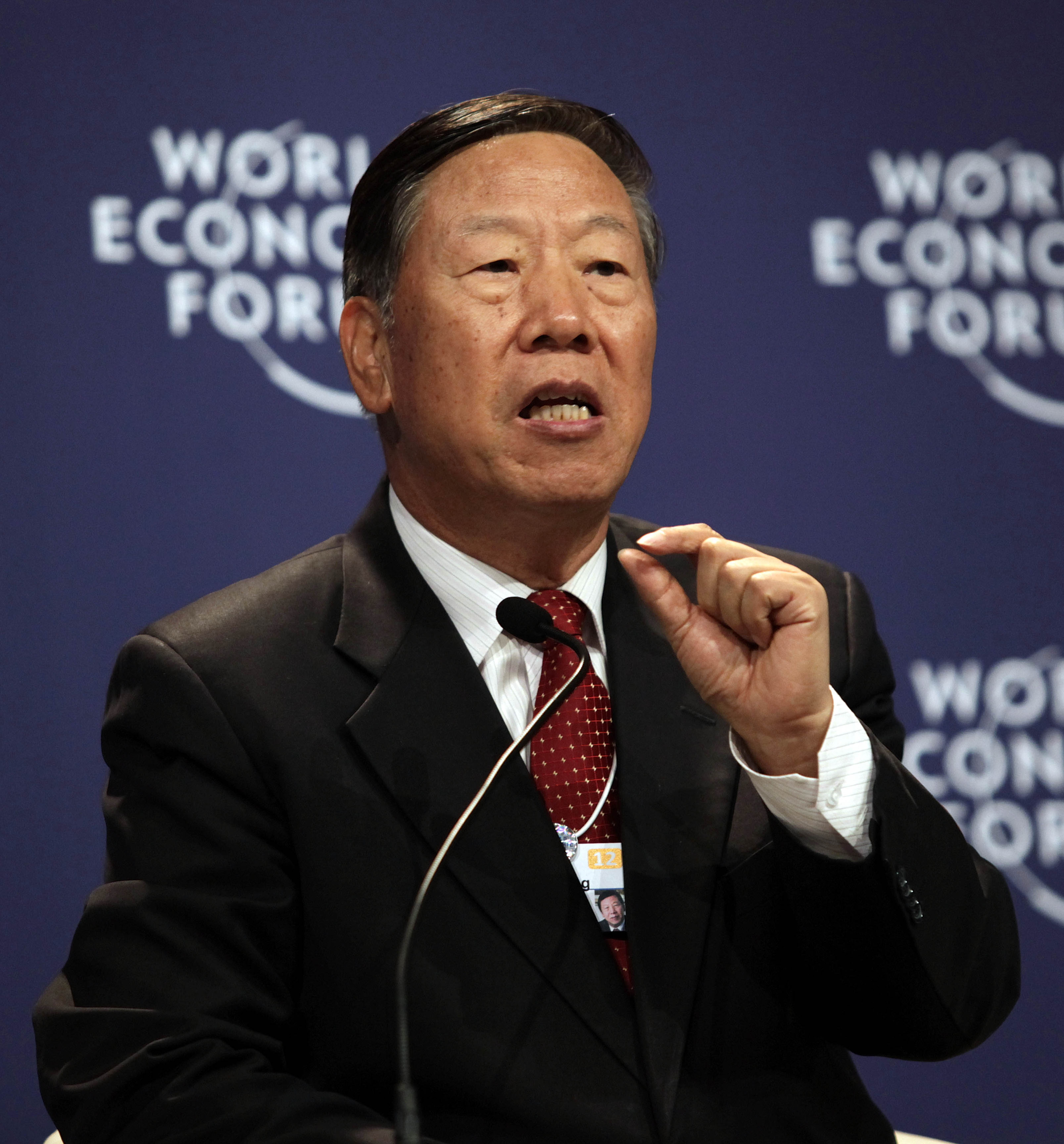
Đới Tương Long (1944), Thị trưởng Chính phủ Nhân dân thành phố Thiên Tân (2002 – 2007).
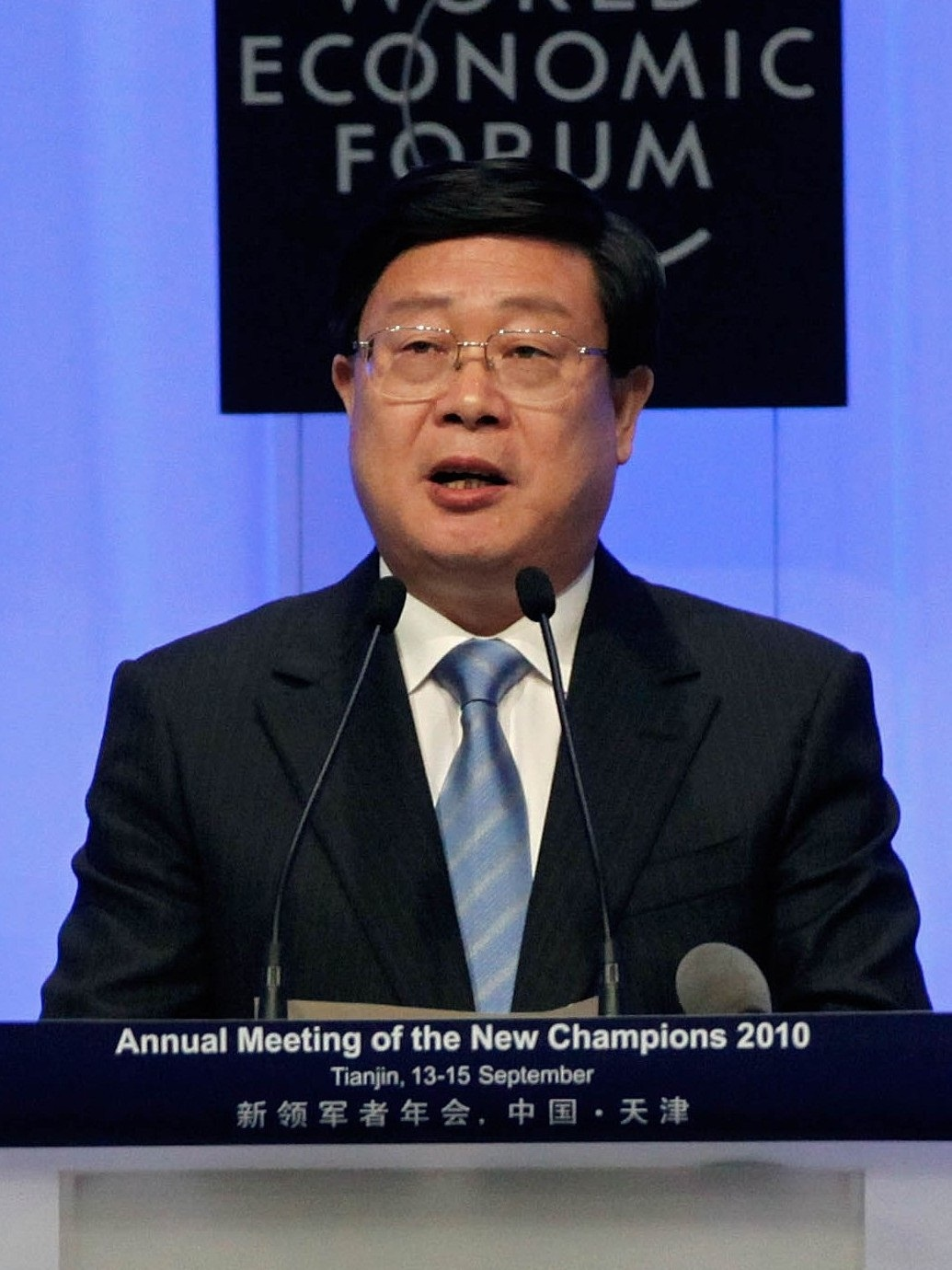
Hoàng Hưng Quốc (1954), Quyền Bí thư Thành ủy thành phố Thiên Tân (2014 – 2016), Thị trưởng Chính phủ Nhân dân thành phố Thiên Tân (2007 – 2016).
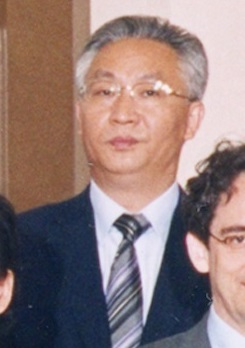
Trương Quốc Thanh (1964), Ủy viên Ủy ban Trung ương Đảng Cộng sản Trung Quốc khóa XIX, Thị trưởng Chính phủ Nhân dân thành phố Thiên Tân (2016 – 2017).

## Tên gọi khác

Thiên Tân

Thị trưởng Chính phủ Nhân dân thành phố Thiên Tân (1949 – 1955)
- Hoàng Kính, Thị trưởng Chính phủ Nhân dân thành phố Thiên Tân (1949 – 1952).
- Ngô Đức, Thị trưởng Chính phủ Nhân dân thành phố Thiên Tân (1952 – 1955).

Thị trưởng Ủy ban Nhân dân thành phố Thiên Tân (1955 – 1967)
- Hoàng Hỏa Thanh, Thị trưởng Ủy ban Nhân dân thành phố Thiên Tân (1955 – 1958).
- Lý Canh Đào, Thị trưởng Ủy ban Nhân dân thành phố Thiên Tân (1958 – 1963).
- Hồ Chiêu Hoành, Thị trưởng Ủy ban Nhân dân thành phố Thiên Tân (1963 – 1967).

Chủ nhiệm Ủy ban Cách mạng thành phố Thiên Tân (1967 – 1979)
- Giải Học Cung, Chủ nhiệm Ủy ban Cách mạng thành phố Thiên Tân (1967 – 1978).
- Lâm Hồ Gia, Chủ nhiệm Ủy ban Cách mạng thành phố Thiên Tân (1978).
- Trần Vĩ Đạt, Chủ nhiệm Ủy ban Cách mạng thành phố Thiên Tân (1979 – 1980).

## Các lãnh đạo quốc gia
Thiên Tân có tới hai Lãnh đạo Quốc gia từng công tác ở đây, đó là Hồ Khải Lập và Lý Thụy Hoàn. Hồ Khải Lập sau Sự kiện Thiên An Môn năm 1989, phải rời khỏi vị trí lãnh đạo, cùng thời điểm đó, Lý Thụy Hoàn trở thành lãnh đạo.
- Hồ Khải Lập (1929), Ủy viên Ban Thường vụ Bộ Chính trị Đảng Cộng sản Trung Quốc khóa XIII, vị trí thứ tư, Bí thư Ban Bí thư Ủy ban Trung ương Đảng Cộng sản Trung Quốc, Chủ nhiệm Văn phòng Trung ương Đảng Cộng sản Trung Quốc, Phó Chủ tịch Ủy ban Toàn quốc Hội nghị Hiệp thương Chính trị Nhân dân Trung Quốc. Vị trí Lãnh đạo Quốc gia (1987 – 1989).
- Lý Thụy Hoàn (1934), Ủy viên Ban Thường vụ Bộ Chính trị Đảng Cộng sản Trung Quốc khóa XIII, XIV, XV, (vị trí thứ sáu, bốn), Chủ tịch Ủy ban Toàn quốc Hội nghị Hiệp thương Chính trị Nhân dân Trung Quốc, Bí thư Ban Bí thư Ủy ban Trung ương Đảng Cộng sản Trung Quốc, Bí thư Thành ủy thành phố Thiên Tân. Lãnh đạo Quốc gia vị trí thứ sáu.

Có ba người là Lãnh đạo cấp Phó Quốc gia hay chức vụ cấp Phó Quốc gia về sau, đó là:
- Ngô Đức (1913 – 1995), Ủy viên Bộ Chính trị Đảng Cộng sản Trung Quốc khóa XI, Bí thư thứ nhất Thành ủy thành phố Bắc Kinh, Phó Ủy viên trưởng Ủy ban Thường vụ Đại hội Đại biểu Nhân dân Toàn quốc, Lãnh đạo cấp Phó Quốc gia.
- Hoàng Hỏa Thanh (1901 – 1999), Viện trưởng Viện Kiểm sát Nhân dân Tối cao (Trung Quốc). Chức vụ cấp Phó Quốc gia.
- Trương Lập Xương (1939), Ủy viên Bộ Chính trị Đảng Cộng sản Trung Quốc khóa XVI, Bí thư Thành ủy thành phố Thiên Tân, Lãnh đạo cấp Phó Quốc gia.